# Рьём
Рьём (фр. Rieumes, окс. Riumas) — коммуна во Франции, находится в регионе Юг — Пиренеи. Департамент — Верхняя Гаронна. Административный центр кантона Рьём. Округ коммуны — Мюре.
Код INSEE коммуны — 31454.

## География
Коммуна расположена приблизительно в 620 км к югу от Парижа, в 34 км к юго-западу от Тулузы.
На юге коммуны протекает река Туш, а на севере — река Редау (фр. Rédaou).

## Климат
Климат умеренно-океанический. Зима мягкая и снежная, весна характеризуется сильными дождями и грозами, лето сухое и жаркое, осень солнечная. Преобладают сильные юго-восточные и северо-западные ветры.

## Население
Население коммуны на 2010 год составляло 3384 человека.
| 1962 | 1968 | 1975 | 1982 | 1990 | 1999 | 2010 |
| ---- | ---- | ---- | ---- | ---- | ---- | ---- |
| 1772 | 1987 | 2084 | 2341 | 2414 | 2604 | 3384 |

## Администрация
| Период | Период | Фамилия                  | Партия                    | Примечания |
| ------ | ------ | ------------------------ | ------------------------- | ---------- |
| 2001   | 2008   | Шарль Кламан             | Радикальная левая партия  |            |
| 2008   | 2014   | Кристиан Мори            | Радикальная левая партия  |            |
| 2014   | 2020   | Дженнифер Куртуа-Периссе | Союз за народное движение |            |

## Экономика
В 2010 году среди 2073 человек трудоспособного возраста (15—64 лет) 1572 были экономически активными, 501 — неактивными (показатель активности — 75,8 %, в 1999 году было 70,1 %). Из 1572 активных жителей работали 1384 человека (712 мужчин и 672 женщины), безработных было 188 (95 мужчин и 93 женщины). Среди 501 неактивных 162 человека были учениками или студентами, 176 — пенсионерами, 163 были неактивными по другим причинам.

## Достопримечательности
- Церковь Св. Эгидия с органом 1854 года
- Крытый рынок (1822 год). Исторический памятник с 2004 года[4]

## Фотогалерея

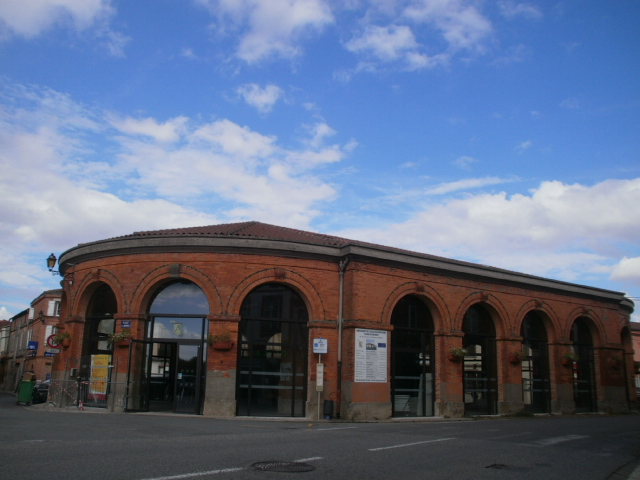
Крытый рынок
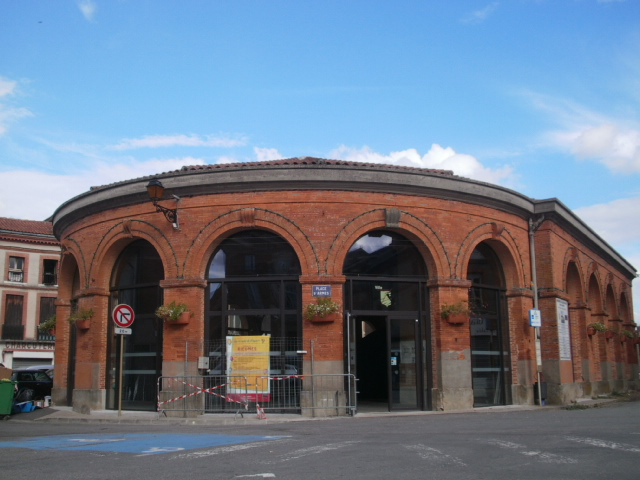
Крытый рынок
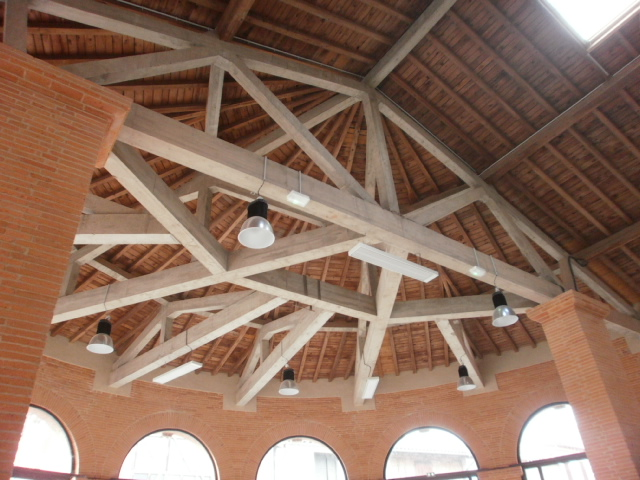
Крытый рынок
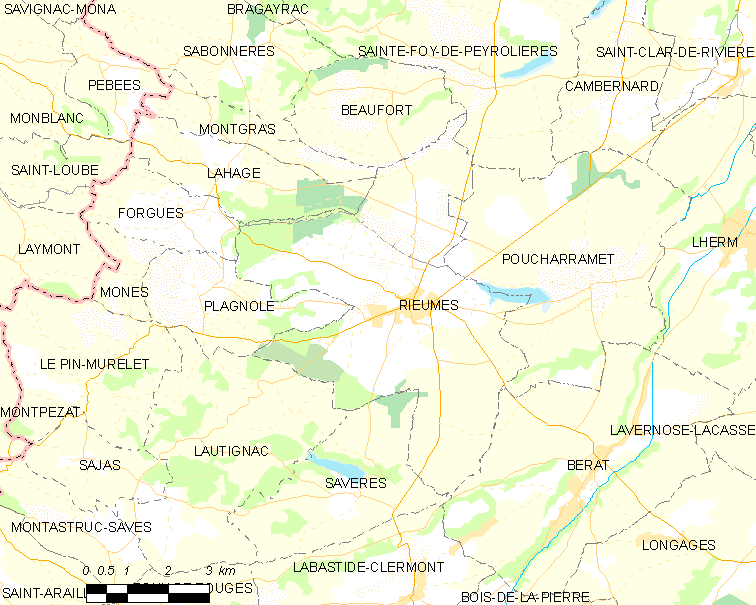
Карта коммуны